# Campionati del mondo di ciclismo su strada 2012 - Cronometro femminile Elite
La cronometro femminile Elite dei Campionati del mondo di ciclismo su strada 2012 fu corsa il 18 settembre 2012 nei Paesi Bassi, tra Eijsden e Valkenburg, su un percorso totale di 24,1 km. La tedesca Judith Arndt vinse la gara con il tempo di 32'26".

## Classifica (Top 10)
| Pos. | Corridore           | Squadra       | Tempo   |
| ---- | ------------------- | ------------- | ------- |
| 1    | Judith Arndt        | Germania      | 32'26"  |
| 2    | Evelyn Stevens      | Stati Uniti   | a 33"   |
| 3    | Linda Villumsen     | Nuova Zelanda | a 40"   |
| 4    | Emma Pooley         | Gran Bretagna | a 49"   |
| 5    | Ellen van Dijk      | Paesi Bassi   | a 54"   |
| 6    | Ina-Yoko Teutenberg | Germania      | a 1'33" |
| 7    | Amber Neben         | Stati Uniti   | a 1'43" |
| 8    | Trixi Worrack       | Germania      | a 1'44" |
| 9    | Martina Sáblíková   | Rep. Ceca     | a 1'59" |
| 10   | Shara Gillow        | Australia     | a 1'59" |